# Alchemilla ivonis
Alchemilla ivonis é uma espécie de rosácea do gênero Alchemilla, pertencente à família Rosaceae.